# George Ball
Pour les articles homonymes, voir George Ball (diplomate) et Ball.
George Ball (10 août 1929 à San Francisco - 30 octobre 2010 à Saint-Rémy-Blanzy) est un peintre, graveur, buriniste et illustrateur américain.
Il s'établit définitivement à Paris en 1958 où il fait la rencontre de Stanley William Hayter qui l'initie à l'art de la gravure. Considéré comme l'un des plus importants buriniste de la seconde moitié du XXe siècle, il a enseigné au Quartier latin où il a vécu pendant 50 ans. Son atelier-galerie rue de la Parcheminerie a été fréquenté par un grand nombre d'artistes venus de tous les pays.
Sa peinture et ses gravures sont représentées dans de nombreux musées internationaux.

## Biographie

### 1929-1958, les années américaines
George Ball naît à San Francisco, fils unique d’Edwin Ball et Elisabeth Cross, son ascendance est italienne, irlandaise, canadienne et américaine. Dès son enfance, il se passionne pour le dessin et fréquente régulièrement les trois musées d'art de la ville dans lesquels sa mère l'emmène voir les sculptures de Rodin au California Palace of the Legion of Honor.
La grande exposition internationale de 1939 le marquera profondément. Chaque pavillon expose les chefs-d’œuvre d'un pays et George Ball restera fasciné par La Venus de Sandro Botticelli et les œuvres d'Andrea Mantegna.
En 1947, il obtient son graduel et s'inscrit à l’Université Stanford en droit et en histoire de l’art d'où il sort diplômé en 1952,.
En 1955, au cours d'un premier voyage en Italie, il s'imprègne de l'art vénitien et florentin puis retourne à San Francisco poursuivre une année d'étude supérieure d'art graphique. Contre l’avis de ses professeurs, il décide de devenir peintre.
En 1956, George Ball participe à ses premières expositions de groupe au Richmond Art Center, San Francisco De Young Museum et au musée d'Art moderne de San Francisco ; il s'y distingue en recevant plusieurs prix. La Gump's Gallery lui organise sa première exposition individuelle.
Dès ses débuts artistiques, il reçoit le soutien du public pour ses aquarelles, ses encres et ses huiles, qu'il peint en extérieur au bord de l’océan, à partir de la nature qu'il transforme et recompose sur de grandes feuilles de papier.
Fort de ses premiers succès, il aurait pu rester un peintre de paysage et poursuivre sa carrière en Californie mais il bénéficie en 1958 de la bourse Programme Fulbright et décide de partir en Italie. Il est cependant orienté vers la France qui n’est donc pas son premier choix, trop d'étudiants ayant choisi l’Italie.
À 28 ans, il devient étudiant à la Sorbonne à Paris.

### 1958–2010, les années françaises

#### 1958–1980, L'atelier 17
En 1958, dans le Paris d'après-guerre, George Ball ne cesse de peindre. Il y rencontre Stanley William Hayter. Le maître se prend d'amitié pour ce jeune artiste qui deviendra son élève puis son assistant à l'académie Ranson qui reprendra quelques années plus tard, le nom d'Atelier 17. Ce lieu est alors fréquenté par des artistes d’horizon variés : Gaël Singer, Isolde Baumgart, Jim Monson, Jean Lodge, Dadi Wirz, Cécil et Lil Michaelis, deviendront ses amis.
En 1960 il fait l'acquisition d'une presse qu'il installe dans son appartement parisien transformé en atelier situé au 5e étage d'un immeuble ancien rue de la Huchette. Lil Michaelis et Cécil Michaelis habitent au premier étage et Abidin Dino et son épouse Güzin Dino, juste en face. Cette communauté d'artistes se retrouve chaque été avec Hayter dans la propriété des Michaelis à l'Harmas, route du Tholonet à Aix-en-Provence.
La même année, il rencontre par l'intermédiaire de Hayter, Raymond Haasen, graveur et taille-doucier qui deviendra son ami, tirant pour lui plus de cent gravures,
George Ball évolue sur la scène artistique à l'époque où fleurissent l'abstraction lyrique, l'art informel, le dripping, le matiérisme. Il en suit les chemins durant quelques années en associant ces différentes techniques. Rapidement, son art se détourne de l’abstraction et amorce un retour à la figuration.
En gravure, George Ball travaille essentiellement au burin sur plaque de cuivre ou d'aluminium qu’il découpe, perce, mord à l’eau-forte, reprend au grattoir et à l'échoppe avec des ajouts d'incisions et de pointillés. Il enchevêtre des lignes droites ou courbées en boomerang, fait varier les zones claires avec d'autres plus sombres en créant des modulations, des hachures et des tailles parallèles croisées parfois jusqu'à trois fois afin d’en accentuer les contrastes et obtenir un noir des plus intenses créant ainsi des effets de lumière vibrante unique. Son travail, sous les conseils de Hayter, évolue rapidement vers la maîtrise du clair-obscur. Si la gravure en noir et blanc peut poser des problèmes pour un peintre, George Ball s'en affranchit. Il reprend les mêmes thèmes, en peinture et en gravure, en parallèle et par alternance avec des résonances. Une gravure peut être une nouvelle approche de ses peintures et réciproquement. Deux moyens d’expression différents que l'on ne peut pas transposer et qu'il n'aura de cesse d'explorer. Dès 1961, il expose de grandes huiles, Landscape, Femmes à la fenêtre, fontaines, paysages Urbain, en même temps que des gravures, Rock Formation, Marché aux puces, aux côtés, d'Alexandre Calder, Jasper Johns et Anita de Caro.
Dès lors, de nombreuses galeries et expositions itinérantes accueillent ses œuvres. Il fait partie du groupe USA nouvelle peinture qui, sous le patronage de l'ambassade des États-Unis représente l'art américain en France. Tous les artistes de cette formation exposent régulièrement des deux côtés de l'Atlantique. Aux côtés de Hayter il participe à de nombreuses rencontres artistiques lors d’expositions internationales.
En mai 1968, il rend compte des grands mouvements observés au quartier latin à travers un grand nombre de gouaches, de dessins et de peintures. Il n'en abandonne pas pour autant le thème du paysage, thème central de son œuvre avec souvent un personnage féminin de dos qui regarde par une fenêtre afin que le spectateur puisse, lui aussi, être un observateur attentif du monde qui passe.
En 1969, des personnages en mouvement, des paysages vus de l'intérieur et de nouvelles recherches spatiale apparaissent dans l’œuvre de George Ball. Si peu de visages sont représentés, George Ball rêve de pouvoir un jour en dessiner par petites touches, comme Cézanne ou Rembrandt.
Avec ses petit carnets japonais, où qu'il se trouve, George Ball capte ce qu'il voit, chaque scène de vie, avec des feutres et de l'encre de Chine. De retour à son atelier, ces recueils lui servent à construire ses œuvres.
De 1970 à 1980, George Ball se consacre à l’accompagnement des jeunes graveurs à l'atelier 17 puis, jusqu'à sa mort, dans son propre atelier rue de la Parcheminerie. Il réalise pendant cette période des œuvres monumentales sur des panneaux d’aluminium, commandes d'États ou de musées aux États-Unis et en France.

#### 1981–2010
Les décès de Lil Michalelis en 1987, de Stanley William Hayter en 1988 et d'Adibine Dino en 1993 le plongent dans une tristesse et un désarroi dont il émergera lors d'un long séjour à l’ermitage franciscain de la Cordelle à Vézelay. Il y rencontre le frère Ambroise Negrel et le père Joseph Fondeur qui participeront tant à sa reconversion religieuse qu’une forme de renaissance artistique. Élevé dans le christianisme qu’il n’a jamais quitté intérieurement, la question du sacré est indirectement représentée dans l’œuvre de George Ball à travers une communion humaine, une communauté des hommes apparemment souffrants à qui il offre une existence propre. L’église de Saint Séverin à Paris lui commande deux grandes huiles sur toile représentant des anges, aujourd'hui exposées dans le presbytère.
En 1993, au Musée Denon à Chalon-sur-Saône, George Ball participe à une rétrospective aux côtés de Claude-Jean Darmon et Roger Vieillard. À cette occasion, Pierre Courtin écrit : « J’estime particulièrement le travail de George Ball. Je veux, dans la mesure de mes faibles possibilités, participer à cette sorte d’hommage. Pour moi, Ball est l’un de ces artistes contestataires qui, par le procédé le plus sévère — un trait extrêmement noir et un léger relief, une sorte de fil de fer— dit le plus profondément les choses. Je connais peu de graveurs capables d’enfermer autant de drames dans une petite surface. Ces gravures sont avant tout des cris : elles expriment particulièrement bien le mal qui aujourd’hui nous ronge tous
Le cinéma, la poésie, la littérature, la musique baroque et contemporaine sont intimement liés à la vie de George Ball qui y puisse d'importantes sources d'inspiration. De nombreuses gravures, peintures et ouvrages d'art sont réalisées en hommage ou en collaboration avec Federico Fellini, Andreï Tarkovski, Italo Calvino, José Saramago, Beatrix Beck, Michel Déon, John Berger, David Mus, Abidine Dino, Richard Nelson.
L'éditeur et écrivain Thierry Bouchard a imprimé une grande majorité de ses livres d'art.
En 1982, l'association de bibliophilie « les 101 » lui propose d'illustrer Les Cahiers de Malte Laurids Brigge,de Rainer Maria Rilke. Trois années de travail seront nécessaires pour réaliser l'ouvrage.
En 1994, l'artiste et ami américain Richard Nelson, ancien élève, lui propose d'illustrer à deux voix l'œuvre de Saint Jean de la Croix, Malgré la nuit. La même année, chez son galeriste André Biren, il fait la connaissance de Michel Déon. Plusieurs ouvrages d'art et une importante correspondance témoigne de leur amitié.
L’œuvre de George Ball est abondante. De 1951, année de ses premières distinctions artistiques au mois d'octobre 2010 date de son décès, il n'a cessé de créer. On recense environ 400 œuvres gravées : 50 plaques d’aluminium utilisées lors de commandes publiques pour la réalisation d’œuvres monumentales, 360 gravures sur plaque de cuivre dont 45 planches illustrent 10 livres d'art, 10 bois gravés ; 400 toiles peintes à l’huile, 400 aquarelles, 300 dessins à l’encre de chine, gouache, crayons et fusain, 30 carnets japonais dessinés à l’encre de chine, aquarelle et feutre, 120 carnets à dessins.
George Ball meurt le 30 octobre 2010. Ses cendres sont dispersées dans le parc du Tholonet, au pied de la montagne Sainte-Victoire.

## Conception et enseignement de la gravure par George Ball
Parallèlement à son rôle de maître buriniste à l'atelier 17, George Ball enseigne la gravure dans le cadre des Ateliers A.D.A.C. de la Ville de Paris. Il dispense des conférences auprès de nombreux étudiants en art en France, Tunisie et aux États-Unis. Sa première tâche est de faciliter l'acquisition des techniques de base du burin et de l'eau-forte, indispensables pour une maîtrise de l’art de graver. Il croit cependant à une transcendance de l’art de graver qui doit dépasser la maîtrise purement technique du geste.[Interprétation personnelle ?]
- Propos de l'artiste :
  - Comme pour toute pédagogie d'Art plastique, il est difficile de proposer un système d'enseignement global et figé de la gravure, contraire à l’expression libre, chaque étudiant étant toujours un cas particulier.[réf. nécessaire]
  - L’œuvre gravée est une exploration du monde intérieur, le voyage vers un monde inconnu, une façon d'exprimer le phénomène créé par un trait noir dans un espace blanc ou par une planche gravée conçue pour l'impression en couleur, une découverte et par conséquent, toute approche à la gravure et son enseignement se doit d'être comme un « voyage » de découverte. Le plus fructueux enseignement pour l'étudiant est l'expérimentation libre et l'esprit de l'atelier est celui d'un groupe d'artistes de tendances extrêmement variées, travaillant ensemble. Je pense aussi qu'il est utile de parler de temps en temps des grands graveurs de toutes les époques, ceux qui sortent des sentiers battus de la technique considérée, à tort, comme la seule valable, et de montrer des exemples de leurs œuvres sans faire des discours rigides sur l'histoire de la gravure. D'aucune façon je n'impose ma propre manière de graver. Avec chaque élève de l'atelier je participe aux problèmes quotidiens en essayant de lui donner des éléments essentiels et de l'amener à se poser ses propres questions, sans lui donner une réponse préconçue qui n'est qu'une solution à mes problèmes d'artiste. Le travail expérimental d'un groupe est plus important que les réalisations isolées bien que achevées qui restent souvent encerclées par des « règles » qui n'existent que dans les théories.[réf. nécessaire]
  - je crois profondément qu'une œuvre gravée est une exploration d'un monde inconnu, une façon d'exprimer le phénomène créé par un trait noir dans un espace blanc ou par une planche gravée conçue pour l'impression en couleur.[réf. nécessaire]

## Principales collections publiques
- Minnéapols, Minnéapolis institut of Art [12]
- Philadelphie, Philadelphia Museum of Art
- San Francisco, Musée d'Art moderne de San Francisco, Achenbach Foundation art graphique,
- San Francisco, California Palace of the Legion of Honor
- Université Stanford
- Portland, Portland Art Museum
- Londres, Victoria and Albert Museum,  British Museum [13]
- Zurich, Kunstmuseum
- Macédoine du Nord, Musée d'Art contemporain de Skopje
- Paris, Bibliothèque nationale de France, Cabinet des estampes, 70 gravures[14]
- Paris, Centre national d'art et de culture Georges-Pompidou
- Paris, Musée d’art moderne de la ville de Paris[15]
- Dieppe, château de Dieppe
- Saintes, Musée du Présidial de Saintes
- Musée du dessin et de l'estampe originale de Gravelines, donation de 50 gravures
- Musée des beaux-arts de Brest
- Toulouse, musée des Augustins [16]
- Musée des Beaux-Arts de Dijon[17]
- Chalon-sur-Saône, musée Denon
- Musée Saint-Loup, Troyes[18]

## Réalisations monumentales publiques
- 1972 : Philadelphie, 24 panneaux d’aluminium gravé exposés au Philadelphia Museum of Art
- 1973 : Marseille, Faculté de médecine, décoration murale de 12 panneaux d’aluminium gravé pour l'entrée du bâtiment propédeutique.
- 1977 : Draguignan, réalisation d'une porte monumentale composée de 12 panneau en aluminium gravé pour l'inauguration de l'école de l'artillerie

## Expositions

### Expositions individuelles
- 1957 / / 1958/ 1961/ 1962 / 1966 / 1978  San Francisco, Gump's Gallery
- 1957, 1969, Pennsylvania Académie of fine art.
- 1961  Munich, Galerie Otto Stangl.
- 1962  Londres, Institute of Contemporary Arts.
- 1964 et 1968, La Jolla, Californie, Gallery Scott Faure.
- 1966 Paris, Galerie Jacob.
- 1968 à 1976 Paris, Galerie Henriette Gomes[19].
  - Rennes, Institut Franco Américain, Mai 1968.
  - 1969, Paris, galerie Vercarmer, les témoins de mai (aquarelles).
- 1970 Paris, Exposition itinérante organisée par l' American Center (institution).
- 1976 Paris, Galerie Le Scriptorium, dessins et gravures. Artcurial.
- 1978 Paris, Artcurial, juillet, George Ball, Gravures récentes 1976-1978.
  - Paris Galerie Balcon des Arts.
- 1979 Musée des Beaux-Arts de Brest, Musée de l'Échevinage de Saintes, Château de Dieppe ;
  - exposition itinérante de burins et de dessins, en France, Belgique et au Luxembourg organisée par les services culturels de l’Ambassade des États-Unis[20].
- 1979, 1980, Paris, Galerie Mazarine.
- 1982, Paris, Galerie James Mayor[21].
- 1987, Strasbourg Galerie Rencontre d'Espaces.
- 1988	/93 Paris, Galerie André Biren.
  - 88 et /89/91/95/98, 2001, Paris, Galerie Vieille du Temple.
- 1990	, Le Mans, Galerie des Remparts.
  - Boston, États-Unis, Center Studio Gallery, « Three decades of Gravure », George Ball and James Stroud.
- 1994 Montréal, Galerie Sous Le Passe-Partout.
  - Mirmande, Exposition Internationale de l'Estampe Contemporaine.
- 1998 Paris, Galerie des Éditions de l'Ermitage. Ateliers d’artistes du 6e arrondissement.
- 2000 Paris, Ateliers d’artistes du 6e arrondissement de Paris, 26 novembre 2000.
- 2002 Granville, musée d'art moderne Richard Anacréon.
- 2003 à 2010, Paris, expose ses gravures et ses huiles dans son atelier / galerie, rue de la parcheminerie.

### Expositions collectives
- 1956 Musée d'Art moderne de San Francisco San Francisco Art Association, Seventy-Fifth Annual Painting and Sculpture Exhibition of the San Francisco Art Association, 29 March–6 May 1956 – 3e prix. catalogue
- San Francisco Museum of Art, San Francisco Art Association, Twentieth Annual watercolor Exhibition of the San Francisco Art Association, 6 to 30 september 1956, Civil center, expose une série d'encres et collages, dont Mercato Number 5. catalogue
- 1957 / 1958 Musée d'Art moderne de San Francisco avec la San Francisco Art Association (SFAA), 28 février au 31 mars, 76th Annual painting and sculpture exhibition catalogue
  - 6Th Annual Painting Exhibition–Richemond Art Center, California.
    - San Francisco Art Association

  - San Francisco Museum of Art. Purchase Prize.
  - James D. Phelan Awards Exhibition, San Francisco H. M. De Young Memorial Museum.
  - San José State College, Centennial Year, California artists award, catalogue
- 1958 7th annual Exibition, Richmond Art Center, California.
- Provincetown, Massachusetts Art Festival. Gumps Gallery, San Francisco.
- 1959 et 1971, Philadelphie, The Print Club.
  - 1959 et 1962 San Francisco, James D. Phelan Awards Exhibition–Palace of the Legion of Honor. Painters of the San Francisco Bay Area (April 17–May 13) 
  - New York, Albright-Knox Art Gallery, Buffalo, Atelier 17.
- 1960 Copenhague, Hvedekorn, Galerie de Sculptures et Gravures, avec Stanley William Hayter et Gael Singer, mai. cataolgue
  - Oakland Museum of California, avril, The painted flower, second exhibition of floral painting from the collection of Herbert mortimer Stoll.Jr.
  - Painters of the San Francisco Bay Area (April 17–May 13)[22] art league student
  - San Francisco Art Association (SFAA) gallery, mois de janvier, aux côtés de Lucienne Bloch, Syd Fossum, Leah Hamilton, Keith Metzler, Charles Modecke, Mary Navratil, Alexander Nepote, Irene Pattinson, Clayton Pinkerton, Jason Schoener, Peter Shoemaker, Louis Siegriest[23].
  - Seattle Art Museum
  - New York, Associated American Artists, 605 fifth avenue, 17, du 10 au 29 octobre aux côtés de Stanley William Hayter, Isolde Bauman, Gail Singer, Shirley Wales".
  - Paris, Essai, 30 mars au 8 avril, exposition de peintures et de sculptures à la Galerie du Centre américain.
  - Paris, galerie Le Soleil dans la tête, du 7 au 21 juin 1960 « Gravures de George Ball, Isolde Baumgart, Sergio Gonzalez ».
- 1961 Rome, Galerie Einaudie.
  - Ljublana, Biennale internationale de la gravure[24].
  - Salzbourg, galerie Kunst der Gegenwart.
  - Paris, Biennale de Paris, Section arts plastiques, peinture et dessin 
  - Amsterdam, Stedeligk Museum, 7 juin - 7 juillet, Zeventiende, expose avec Anita de Caro, Pierre Courtin, Hayter, Roger Vieillard.
  - San Francisco, 28 janvier au 5 mars, James D. Phelan Awards Exhibition, California Palace of the Legion of Honor, homes C. Howe, second winter exhibit.
- 1962, New York, « Hayter and Atelier 17 », exposition du lundi 29 janvier au 17 février aux Associated American Artists, 605 Fifth Avenue.
  - Londres, Institute of Contemporary Art,du 15 juin au 14 juillet 1962, « Hayter and Atelier 17, 1927-1962 ».
- 1963, Musée de Bologne.
  - Finlande, Exposition Hayter et l’atelier 17, illustre l’article du journal Kauppalehti, en date du 18 avril 1963.
  - Slovénie, 5th Biennale de Ljublana [25].
  - Denver, Denver Museum, West coast Painters.
  - University of Illinois at Urbana-Champaign, College of Fine and Applied Arts, Contemporary American painting and sculpture, du 3 mars au 7 avril[26].
  - Paris, galerie Maître Albert.
  - Ljubljana, Ve exposition internationale de gravure.
- 1964, Musée de Bologne.
  - Bruxelles, La gravure française contemporaine, exposition du 20 décembre 1963 au 28 février 1964 à la Bibliothèque Albert Ier. Exposition organisée par le Comité national de la Gravure française, placée sous le haut patronage de S.E. l’Ambassadeur de France[27].
  - Paris, Centre Culturel Américain, 8 américains à Paris,du 8 février au 4 mars[28].
  - Urbana (illinois), Kranner Art Museum, 3 mars au 7 avril, Eleven exhibition of Contemporary American Painting and Sculpture.
  - La Jolla, Californie, 1143 Prospect Street, Lil Michaelis et George Ball, Print makers of Atelier 17, novembre et décembre 1964.
  - San Francisco, du 5 au 31 mai, Bay area figurative art, Gumps Gallery, George Ball expose avec Elmer Bischoff, Richard Diebenkorn, Ralph du Casse, Sonia Gechtoff, James Kelly, Alexander Nepote, Nathan Oliveira, David Park, Jason Schoener, Lundy Siegriest, Bryan Wilson, Nori Yamamoto.
  - Caracas, Fondation Mendoza.
- 1965 Ljubljana, VIe exposition internationale de gravure (20 juin -19 septembre), et 1967.
- USA Nouvelles peintures, exposition itinérante en France et États-Unis, placée sous le haut patronage de Charles E. Bholen, Ambassadeur des États-Unis à Paris. (reconduction de l'exposition en 1966 USA Art Vivant et 1967 USA Groupe 67.
- Paris, exposition des nouvelles acquisitions du Musée d'Art Moderne de la Ville de Paris.
- 1966
  - Los Angeles, Lytton Center of the Visual Arts, expose Foam Spray, une huile sur toile aux côtés de Henry Moore.
  - musée d’art moderne de la ville de Paris, Dix ans d’acquisition,(1955-65).
  - Toulouse, U.S.A. art vivant : Musée des Augustins : octobre-novembre 1966[29]
- 1967
  - Paris, Centre Culturel Américain, 8 américains à Paris du 11 février au 4 mars, avec George Ball, Sylvia Braverman, Lewis Callaghan, Ruth Francken, Lenore Laine, James K. Legros, Laurence Vail, Anne Weber[30].
  - Paris, Galerie Jacob, exposition de gravures originales choisies par Denise Renard.
  - Avignon, Musée Calvet.
  - Tours, 2 au 22 décembre 1967, chez André et Geneviève Besse, 152, rue Victor-Hugo : Ball, Bissière, Esmeraldo, Hajdu, Marq, Poliakoff, Pranas, Brigitte Simon, Vieira da Silva.
  - Charleroi, du 18 février au 12 mars, S.W. Hayter et l’atelier 17, Palais des Beaux Arts.
  - Oregon State University, et University of Southern California, Traveling exhibit shown alive, paintings and prints, avec l'institut franco-américain à Renne, et le San Francisco Museum of Art (1967-1968).
- 1968, Musée d'Art moderne d'Istanbul.
  - Vénésuela Musée des Beaux-Arts de Caracas.
  - Mexico, Centre collégial CAAM Mayaguez.
  - Colombie, Bogota, mai, Museo de Arte de Ponce, exposition de gravures originales de l'école de Paris, sous la direction D'andré Malraux et Maurice Couve de Murville, aux côtés de Messagier, Miro, Pablo Picasso, Hartung, Hayter, Marc Chagall, Alechinsky, Hadju, André Masson, Pierre Soulages, Vasarely, Roger Vieillard, Pierre Courtin.
  - Cologne, Bankunst, 30 years of contemporary prints, Französische Grafik von 1930 bis heute, aux côtés de Hans Hartung, Eitenne Hajdu, Alberto Giocometti, Marcel Gromaire, Max Ernst, Jean Fautrier, Pierre Courtin, Bernard Buffet, Marc Chagall, Pierre Alechinsky Stanley William Hayte, André Masso, Joan Miro[31].
  - Italie, 1968, Pescia 13 luglio - 8 settembre 2° Biennale Internazionale dell'Incisione. Il fiore nella grafica contemporanea[32]
  - Juvisy, IX salon international Paris Sud.`
  - Grenoble,expose du 18 février au 10 mars à Harmonies avec C. M. Michaelis, Lil Michaelis, sous la présidence de Hayter.
  - Strasbourg, Galerie Octave Landwerlin, du 27 avril au 9 mai, « 5 visages de l’estampe originale » Roger Vieillard, Georges Ball, Claude-Jean Darmon, François Lunven, Enrique Marin.
  - Angoulême, avril, Mairie, Une semaine Franco-Américaine avec le Comité France-États-Unis de Charentel.
  - Paris, Galerie Henriette Gomès, 6 rue du cirque, du 13 février au 14 mars, exposition Murs et sols de céramique avec Abidine Dino, George Ball, Philippe Bonnet, Stanley William Hayter, Buffile, Cécil Michaelis 
  - Brest, octobre, Mairie de Brest, les journées américaines de Brest, placées sous le patronage de l'ambassadeur des États-Unis, 21 peintres américains, aux côtés d'Anita de Caro.
  - Tours, Gravures de l'Ecole de Paris.
- 1969, San Francisco Museum of Art, New print acquisitions.
  - Belgrade, Musée d'art moderne, Salon de Mai, expose dans la section gravure aux côtés de Pierre Alechinsky, Pierre Courtin, André Masson et Roger Vieillard.
  - Pays-Bas, Rotterdam, Exposition au Schiedam, Stedelijk museum comprenant l'œuvre gravé des artistes de l'Ecole de Paris[33].
  - Paris, bibliothèque Nationale, cabinet des estampes, 500 gravures contemporaines.
  - Castres, 13 juin au 21 septembre, 5 visages de la gravure contemporaine avec Claude-Jean Darmont, François Lunven, Enerique Marin, Roger Vieillard et George Ball au château de la Ferrières.
  - Venezuela, Caracas, Fondation Mendoza, gravures.
  - Italie, 6 luglio - 6 settembre, 1e Biennale internazionale di pittura contemporanea "Danza e balleto, Montecatini Terme, Palazzo del Turismo, 6 luglio - 6 settembre[34].
  - Châlon-sur-Saone, Musée Denon[35].
  - 30 ans de gravures française. Exposition itinérante en Allemagne, Amérique latine, Scandinavie, Pays-Bas, Autriche, organisée par le Ministère des Affaires Etrangères.
- 1970, Marseille, la gravure américaine.
  - Châlon-sur-Saone, musée Denon, 19 décembre 1970 au 22 mai 1971, 8 graveurs américain[36].
  - Finlande, Musée des Beaux-Arts de l'Ateneum, Helsinki, du 13 mars au 5 avril, Modernia ranskalaista Grafiikkaa, Moder Fransk Grafik, sous le partonage de Gérard André, Ambassadeur de France en Finlande, commissaire de l'exposition Jean Adhémar, Sakari Saarikivi et Françoise Adam-Woimant.
- 1971, Venise, Palais des Doges, Liberto Incontro.
  - Paris, Centre culturel américain, 3+1, exposition de 20 burins.
  - Bibliothèque Nationale, 500 gravures contemporaines.
  - Sept graveurs américains. Exposition itinérante organisée par les services culturels de l'ambassade des États-Unis.
  - Suisse, Auvernier, Galerie Numaga, gravures.
  - Epinal, première biennale de l'estampe, George Ball est nommé membre du comité.
  - Italie, Milan, du 9 au 22 janvier, Square Gallery, Grafica Giovane.
- 1972, Alger, Rabat, et Tunisie, Centre Culturel Américain à Tunis : exposition 3 et 1, expose 20 gravures aux côtés de James Mc Garell, Roland Petersen et Brenner[37]. Invitation à l'Institut supérieur des beaux-arts de Tunis Institut supérieur des beaux-arts de Tunis, dispense une série de conférences et colloques.
  - Paris, la gravure française, exposition conçue par la Bibliothèque nationale pour l’Allemagne.
- 1973, 2e Biennale Internationale de la Gravure au Musée départemental d'art ancien et contemporain d'Epinal, représente les États-Unis.
  - Paris, L’estampe contemporaine à la galerie Mansart de la Bibliothèque Nationale[38].
  - Issy les moulineaux, Salon sud, du 17 novembre au 2 décembre. 
  - La Gravure originale, exposition avec Lil Michaelis.
- 1975, Valenciennes, Galerie Anima Animus : Quatre artistes.
- Paris, centre d'art et d'artisanat, estampes contemporaines.
- 1976
  - Levallois-Perret Gravure contemporaine.
  - Grand duché du Luxembourg, biennale de l’estampe.
  - Brème (RFA), Inauguration et présentation par le Dr Jürgen Schultze le 12 décembre 1976 à la Kunsthalle sous les auspices du Kunstverein de Brème d’une exposition des éditions Lafranca incluant dans son catalogue 12 burins de G. Ball, (12 décembre 1976- 6 février 1977).
- 1977, Exposition itinérante «A 50th Anniversary retrospective Exhibition : Atelier 17 »[39].

Essays and Catalogue by Joan Moser, exposée au Elvehjem Art Center, University of Wisconsin, Madison (9 oct-4 déc 1977), University of Iowa Museum of Art, Iowa City (16 déc. 1977-26 févr. 1978), The Brooklin Museum. (18 mars -14 mai 1978), University of Michigan Museum of Art, Ann Arbor (4 juin-30 juillet 1978), Krannert Art Museum, University of Illinois, Champaign, (20 août - Ier oct. 1978) avec le concours de l’agence fédérale National Endowment for the Arts in Washington, D.C. G. Ball y présente 5 burins, dont « Confins » 1960-61.
- 1978, Paris, Bibliothèque nationale, 56 exposition de la Société des peintres graveurs français, Hommage à Édouard Vuillard du 10 mai au 4 juin 1978[40].
  - 500 grands et jeunes d’aujourd’hui, grand palais, octobre[41]
- 1979, La Jeune Gravure contemporaine JGC, expose comme invité[42].
  - UNESCO, Feminie 79, exposition de gravures.
- 1980, Neuchâtel, Galerie Ditesheim.
  - Oslo, Kunstflorening, du 6 au 23 novembre, exposition de gravures et collages avec Lil Michaelis[43].
  - Exposition collective des artistes édités par François Lafranca, montrée du 9 février au 23 mars 1980 au Musée des Beaux-Arts d'Argovie, puis du 18 mai au 22 juin 1980 au Musée Wilhelm-Hack à Ludwigshafen, inaugurée le 17 mai 1980 par.S. E. l’ambassadeur de Suisse, Dr Michael Gelzer, puis du 14 septembre au 2 novembre 1980 à la Kunsthalle Kiel, enfin du 1er février au 22 mars 1981 au musée d’Ulm.
- 1981 Argenteuil, Epreuves d’artiste, exposition réalisée sur une idée de Jean Clerté par l’Association Répliques et le Centre Culturel Municipal du 4 mars - 4 avril.
  - Caen, Hayter et l'Atelier 17 : quinze ans d'activités, Musée des beaux-arts de Caen, 23 au 31 octobre[44].
  - Allemagne, Duisburg, Lehmbruck-Museum, 26 juin - 2 août, exposition "bon à tirer des ateliers Lafranca[45].
- 1982, Paris, 38e salon de mai, espace Pierre Cardin, illustration du catalogue de l’exposition[46].
- 1983, Paris, membre de la Jeune Gravure Contemporaine JGC, 6 au 29 avril, Galerie d’art de la Rive Gauche, 8 rue de Nesle.

Gravures contemporaines, exposition collective des artistes Balakjian, Ball, Bassetti, Cavaletti, Davies, Hansmann, Rakuzin, La Salle, à la Galerie James Mayor, anciennement Galerie Mazarine.
- - Taïwan, Providence University et French Instituttz in Taipey, du 14 mai au 17 juin, avec l’atelier Contrepoint, expose au côtes de Roger Vieillard, Hector Saunier, Hayter, Baumgart, Gaïl Singer, Anna Romanello, Joseph Hecht, Roland Mäusli.
- 1985, Nantes, novembre, Salon international de la gravure[47].
  - Paris, Maison de l'UNESCO, du 8 au 20 janvier, Féminie 85. 
  - Grand Palais, et Musée du dessin et de l'estampe de Gravelines, La jeune gravure contemporaine et ses invités du Conseil Québécois de l'Estampe, intérieurs et figures au burin et eau forte.
- 1986, La Grande Motte, Graveurs du Salon d’Automne.
- 1987, Les Ulis, Centre culturel Boris Vian, 31 graveurs contemporains, rétrospective.
- L’amateur d’estampes, BNF, De Baselitz à Bonnard, dix ans d’enrichissements du Cabinet des estampes[48].
- 1988
  - Noyon, Meudon, Château-Thierry, Le signe et la marge, cycle d’expositions dans trois musées conçu par Claude-Jean Darmon, coordonné par Martine Rassineux, en avril 88 au musée du Noyonnais, en juin 88 au musée d'art et d'histoire de Meudon, en septembre 88 au musée Jean de La Fontaine de Château-Thierry. Avec la participation de George Ball, Maya Boisgallays, C.-J. Darmon, Nathalie Grall, Etienne Lodého, Aline Lorenzini, Lil Michaelis, Martine Rassineux, Jean-Pierre Tingaud,  Roger Vieillard, Christiane Vielle.
  - Salon de Mai, Grand Palais, du 10 au 29 mai, expose « Femme dormant ».
  - Galerie Horizon, 21 rue de Bourgogne, du 16 mars au 9 avril, gravure de George Ball, encres de Jean-Marie Turpin, céramiques de Michel Le Gentil.
- 1989 Musée d'art et d'histoire d'Avranches : « Peinture américaine », catalogue et texte de Pierre Brisset sur Ball[49].
  - Salon d'automne de Bouffémont, gravures de George Ball et Lil Michaelis
- 1990 Rome S. W. Hayter et l’Atelier 17, exposition organisée par le British Council et l’Istituto Nazionale per la Grafica, au siège de la Calcographia Nazionale et de l’Accademia di San Luca à, catalogue par Carla Esposito, édité à Milan, chez Electa. Inauguration le 10 mai 1990[50].
- 1991
  - Galerie Vieille du Temple, (autres expositions : 1992).
  - Londres, Barbican Center « Hommage à S.W. Hayter ».
  - Le Trait, exposition.
  - Galerie La Hune-Brenner, « L’estampe rehaussée ».
- 1993
  - Paris, Galerie Biren, exposition de gravure avec Anne Walker Dorny.
  - Chalon sur Saône, exposition Georges Ball, Claude-Jean Darmon, Roger Vieillard, Gravures, musée Denon février-avril 1993, catalogue par André et Claude Laurencin[51].
  - Gravelines, "Hayter et l'Atelier 17", Musée National de l'Estampe[52].
  - Basilique Saint-Urbain de Troyes, Signes & Lumière, exposition d’art sacré contemporain présentée en la Signes & Lumière, exposition d’art sacré du 18 juin au 15 septembre 1993 (George Ball, tholle, Françoise Bissara-Fréreau, Agnès Bracquemond, Katarina Breydert, René-Jean Clot, Anne-Marie Caffort Ernst, Abram Krol, Guy de Malherbe, Christiane Martin, Xavier de Mirbeck, Jeanine Murique, Antoine Revay.
  - L’Atelier La Huchette, 27 rue de la Parcheminerie, Paris 75005, Exposition du 18 au 20 juin (G. Ball et 23 autres).
- 1994 Paris, Galerie Biren, "12 livres d’artistes réalisés à la main à neuf exemplaires" du 17 au 31 mars, présentation de G avec Michel Déon.
- 1995 Galerie Biren, Paris, livre "De Nazarée", texte de Michel Déon gravure de George Ball, Éditions Jean Hofer.
  - Paris, Mairie du 6e, La jeune gravure contemporaine et ses invités des U.S.A du 16-28 octobre[53].
  - Antony, Maison des arts, exposition la gravure art ancien et pourtant méconnu avec La jeune gravure contemporaine.
  - Boston, French Library and Cultural Center, Books and works on paper by 4 artists, George Ball, Bertrand Dorny, Anne Saussois, Anne Walker.
- 1996 Galerie Vieille du Temple, Paris, « Gravures et œuvres sur papier de George Ball, Maurya Métal, Lil Michaelis, Valérie Pocock », du 18 janvier au 17 février.
  - Le 6e, ateliers d’artistes, 59 ateliers ouverts les 22, 23, 24 novembre 1996, dont celui de G. Ball, peintre-graveur, 27 rue de la Parcheminerie, Paris
- 1997 Paris, 62e exposition de la Société des Peintres-graveurs français, Hommage à Armand Séguin, du 12 au 21 mai 1997 à la mairie du VIe arrondissement de Paris.
  - Mairie du VIe arrondissement, la Jeune Gravure Contemporaine et ses invités de Belgique du 6-22 novembre, le carton d’invitation est illustré de Femme à l’oiseau de Ball[54].
- 1999	Paris, mois de l’Estampe 1999, exposition de George Ball, Louis René Berge, Jean Pierre Tingaud à la Galerie Biren, 11 rue Cassette, du 1er au 30 juin[55].
  - Le Trait, graveurs d’Aujourd’hui, exposition du 24 juin au 4 juillet 1999 à la Cité internationale des Arts.
  - Le signe et la marge, gravures d’artistes contemporains, exposition de 10 graveurs à la Galerie Nichido.
  - Paris, 63e exposition de la société des peintres graveurs Français, Présence du monotype, du 6 au 23 avril, Mairie du 6e.
- 2000, Paris, Galerie André Béguin, 4 graveurs, le Signe et la Marge, et Vichy, Centre Culturel Valéry Larbaud.
- Paris, La Jeune gravure contemporaine expose à la Mairie du 6e arrondissement, gravures au burin et livres illustrés de George Ball.
- 2001, La Seyne-sur-Mer, Villa Tamaris, Estampes contemporaines, 1982-200, 3-25 février organisée par l'Amateur d'estampes contemporaines[56].
- Paris, 64e exposition de la société des peintres graveurs Français, Présence du monotype, du 6 au 23 avril, Mairie du 6e.
- 2002 Salon de la Jeune Gravure Contemporaine, Paris.2002 et 2003, Granville, Musée d'art moderne Richard Anacréon, peintures et gravures.
  - Viroflay Groupe de graveurs "Le signe et la marge".
- 2003, Paris, 65e exposition de la société des peintres graveurs Français, de la manière noire…du 25 avril au 12 mai, Mairie du 6e.
  - Clermont-Ferrand, Triennale Internationale de l'Estampe de Chamalières.
  - Portugal, Invité à l'exposition Internationale de l'Estampe à Alijo[57].

Sociétaire des Peintres et Graveurs Français.
- 2003, Clermont-Ferrand, Triennale Internationale de l'Estampe de Chamalières.
  - Italie, Exposition internationale de l'Estampe de Petit Format au Musée des Beaux Arts de Cremona. Il représente les États-Unis aux côtés d'Alexander Serebryany et James Todd[58].
  - Taiwan, Providence Art Center et French Institute in Taipei, 14 mai au 17 juillet, gravures avec l'Atelier 17 / contrepoint[59].
  - 2006, Paris, 65e exposition de la société des peintres graveurs Français, Estampe et bibliophilie…du 10 au 28 mai, Mairie du 6e et du 8 au 29 juin au centre culturel Jacques Brel de Thionville.
- 2006	Paris, Galerie Vieille du Temple.
- Paris, Mairie du 6e arrondissement, La Gravure contemporaine, Mairie du 6e arrondissement.
- 2007	Québec, ailier-galerie A. Piroir, 14 juin au 14 septembre, Graveurs sans frontières, un monde en noir et blanc[60].
  - Italie, Musée des Beaux Arts de Cremona, du 15 avril au 27 mai, L'arte E Il Torchio, Parigi 1927 / 2007–Dall'atelier 17 All'atelier Contrepoint .
- 2011	Rennes, Institut Franco-Americain, 50 ans : 12 artistes.
  - 69e exposition des peintres graveurs français, hommage à George Ball, du 30 mars au 20 avril à la Mairie du 6e arrondissement de Paris, du 29 avril au 29 mai, au Temple de Chauray.
- 2012	Yerres, propriété Caillebotte, la gravure en mouvement, du XVe au XXIe siècle[61].
- 2012	 Paris, Mairie du 6e arrondissement, La Gravure contemporaine, Hommage à George Ball[62].
- 2014	 Université Bordeaux-Montaigne, 100 ans de bonheur, cartes de vœux gravées, 25 novembre au 9 décembre, George Ball, Louis René Berge, Jean Lodge[63].
- 2015/2016/2017/2018/2019, Paris, Journée de l’Estampe ; place Saint-Sulpice.

### Salons
- Salon de Mai : 1961, 1962, 1964, 1966, 1967 (oeuvre reproduite dans catalogue), 1969, 1970, 1971, 1972, 1977, 1978, 1980, 1981, 1982, 1989, 1993, 1999, 2000.
- Salon des grands et des jeunes d’aujourd’hui : 1970, 1971, 1972, 1973, 1974, 1975, 1978, 1980[64].
- Salon de la Société des peintres-graveurs français : 1970, 1993.
- Salon des réalités nouvelles, Musée d'Art moderne de la Ville de Paris : 1959, 1961, 1962, 1963[65], 1976[66].
- Salon Comparaisons, Grand Palais, 1972, 1974.
- Salon d'Automne : 1977 (sociétaire), 1978 (exposition personnelle de 25 gravures du cycle hommage), 1980, 1981, 1992, 1993, 1994.
- Salon de la jeune gravure contemporaine : 1967 Palais Galliera, musée de la Mode de la ville de Paris, du 4 au 20 novembre : invité avec Hayter, 1981 à 2003.
- SAGA, Grand palais, 1988[67], 1989[68], 1991[69] expose aux côtés de James Stroud, représenté par les galeries La tête d'obsidienne et Biren.

## Distinctions
- 1951 : Stanford, Humanities Prize in the Creative Arts.
- 1957 : San Francisco Art Association (SFAA), 20th Annual Watercolor Exibition, 1er prix section aquarelles, et Phelan Award.
- 1958 : Fubright travel award for France.
- 1959, 1961 et 1971 : Philadelphie, The Print Club. James D. Phelan Awards Exhibition–Palace of the Legion of Honor, San Francisco, 1st Award.
- 1967 : Musée Calvet d’Avignon, mention honorifique spéciale du jury du XIIe Grand prix de peinture « Le Provençal » dans le cadre du Festival d’Avignon 1967 pour la toile no 8 : Femme dans un jardin, sélectionnée avec 96 autres pour l’exposition d’été (Août –Septembre 1967).
- 1971 : Paris, salon du Sud, médaille d’honneur pour la gravure. - 1re Biennale internationale de la gravure, élu membre du comité.
- 1973 : Épinal, 2e Biennale Internationale de la Gravure, médaille d'or.
- Sociétaire de la Jeune gravure contemporaine et de la Société des Peintres Graveurs Français.
- 1977 : membre du comité du salon de mai et du Salon d'Automne, section gravure.
- 1985 : Membre du comité d'achat des fonds nationaux d'art contemporain.